# Платекарп
Платекарп (Platecarpus) — рід вимерлих плазунів підродини Plioplatecarpinae родини Мозазаври підряду ящірок. Мали 5 видів. Мешкали у 83—81 млн років тому, під час пізнього крейдяного періоду.

## Опис
Загальна довжина представників цього роду коливалася від 4,5 до 6 м, при цьому половину цієї довжини складав хвіст. Череп був короткий, трохи піднятий догори. Мали велику витягнуту пащу з маленькими та тонкими зубами, які були круглими у поперечному розрізі. Зубів було менше ніж у інших мозазаврів — по 10 на кожній кістці. Тулуб кремезний. Шкіра доволі м'яка. Плавники широко розставлені у боки з великою кількістю фаланг на передніх і задніх кінцівках.

## Спосіб життя
Увесь час проводили у воді, зустрічалися навіть на мілині. Плавали на кшталт сучасних акул. Живилися різною рибою, головоногими молюсками. Не виключено, що діяли вони на зразок сучасних тюленів, нишпорячи по підступають до берега і заганяючи перелякану здобич.
Це були живородні морські ящірки.  

## Розповсюдження
Судячи з численних залишкам, виявленим по обидві сторони Атлантичного океану, платекарпи були одними з найпоширеніших морських плазунів пізньої крейди.
Викопні знахідки: Північна Америка (Манітоба, Північно-Західні території, Канзас, Колорадо, Алабама, Міссісіпі), Європа (Бельгія), Африка (Ангола).

## Види
- Platecarpus tympaniticus
- Platecarpus coryphaeus
- Platecarpus ictericus
- Platecarpus planifrons
- Platecarpus bocagei